# Mistrovství světa v ledním hokeji 1955
22. mistrovství světa  a 33. mistrovství Evropy v ledním hokeji probíhalo ve dnech 25. února – 6. března v německých městech Krefeld, Düsseldorf, Dortmund a Kolín nad Rýnem.
Přihlásilo se 14 účastníků, kteří byli rozděleni do dvou výkonnostních skupin. Naposledy mohla hrát na mistrovství dvě mužstva z jedné země.

## Výsledky a tabulky

### Skupina A
| 22. Mistrovství světa | 22. Mistrovství světa | CAN  | URS  | TCH  | USA  | SWE  | GER  | POL  | SUI  | FIN  | V | R | P | Skóre | B  |
| --------------------- | --------------------- | ---- | ---- | ---- | ---- | ---- | ---- | ---- | ---- | ---- | - | - | - | ----- | -- |
| 1.                    | Kanada                | ***  | 5:0  | 5:3  | 12:1 | 3:0  | 10:1 | 8:0  | 11:1 | 12:0 | 8 | 0 | 0 | 66:6  | 16 |
| 2.                    | SSSR                  | 0:5  | ***  | 4:0  | 3:0  | 2:1  | 5:1  | 8:2  | 7:2  | 10:2 | 7 | 0 | 1 | 39:13 | 14 |
| 3.                    | ČSR                   | 3:5  | 0:4  | ***  | 4:4  | 6:5  | 8:0  | 17:2 | 7:0  | 18:2 | 5 | 1 | 2 | 63:22 | 11 |
| 4.                    | USA                   | 1:2  | 0:3  | 4:4  | ***  | 1:1  | 6:3  | 6:2  | 7:3  | 8:1  | 4 | 2 | 2 | 33:29 | 10 |
| 5.                    | Švédsko               | 0:3  | 1:2  | 5:6  | 1:1  | ***  | 5:4  | 9:0  | 10:0 | 9:0  | 4 | 1 | 3 | 40:16 | 9  |
| 6.                    | Německo               | 1:10 | 1:5  | 0:8  | 3:6  | 4:5  | ***  | 4:5  | 8:3  | 7:1  | 2 | 0 | 6 | 28:43 | 4  |
| 7.                    | Polsko                | 0:8  | 2:8  | 2:17 | 2:6  | 0:9  | 5:4  | ***  | 2:4  | 6:3  | 2 | 0 | 6 | 19:59 | 4  |
| 8.                    | Švýcarsko             | 1:11 | 2:7  | 0:7  | 3:7  | 0:10 | 3:8  | 4:2  | ***  | 2:7  | 1 | 0 | 7 | 15:59 | 2  |
| 9.                    | Finsko                | 0:12 | 2:10 | 2:18 | 1:8  | 0:9  | 1:7  | 3:6  | 7:2  | ***  | 1 | 0 | 7 | 16:72 | 2  |

| 33. Mistrovství Evropy | 33. Mistrovství Evropy |
| ---------------------- | ---------------------- |
| 1.                     | SSSR                   |
| 2.                     | ČSR                    |
| 3.                     | Švédsko                |
| 4.                     | Německo                |
| 5.                     | Polsko                 |
| 6.                     | Švýcarsko              |
| 7.                     | Finsko                 |

- Titul mistra Evropy do roku 1970 získávalo evropské mužstvo, které se umístilo nejlépe v konečné tabulce MS.

 Československo –  Švýcarsko	7:0	(1:0, 2:0, 4:0)
25. února 1955 (20:00) – Kolín nad Rýnem (Eisstadion an der Lentstrasse)

Branky Československa: 6. Oldřich Sedlák, 30. Vladimír Zábrodský, 36. Vladimír Zábrodský, 46. Slavomír Bartoň, 49. Vladimír Zábrodský, 52. Vlastimil Bubník, 58. Oldřich Sedlák.

Rozhodčí: Helmut Perkuhn (GER), Richard Wagner (GER)

Vyloučení: 1:1 (0:0)
ČSR: Jiří Hanzl – Karel Gut, Stanislav Bacílek, Václav Bubník, Jan Lidral – Vlastimil Bubník, Slavomír Bartoň, Bronislav Danda – Vlastimil Hajšman, Vladimír Zábrodský, Václav Pantůček – Miroslav Rejman, Oldřich Sedlák, Jiří Sekyra.
Švýcarsko: Jean Ayer – Milo Golaz, Rüedi Keller, Emil Handschin, Paul Hofer – Hans Ott, Otto Schläpfer, Otto Schubiger – Francois Blank, Reto Delnon, Fritz Naef – Paul Zimmermann, Hans Morger, Heinz Dietiker.
 Kanada –  USA	12:1 (3:0, 5:1, 4:0)
25. února 1955 (20:00) – Dortmund (Westfalenhalle)

Branky Kanady: 4. Bill Warwick, 11. Douglas Kilburn, 16. James Fairburn, 25. Bill Warwick, 27. John McIntyre, 31. Bill Warwick, 33. John McIntyre, 37. Harold Tarala, 43.Douglas Kilburn, 50. Bill Warwick, 51. Bill Warwick, 53. Bill Warwick.

Branky USA: 23. Dan McKinnon.

Rozhodčí: Kurt Hauser (SUI), Peter Müller (SUI)
Kanada: Ivan McLelland – George McAvoy, Harold Tarala, Kevin Conway, Bernard Bathgate – John McDonald, Douglas Kilburn, Dick Warwick – Bill Warwick, Grant Warwick, James Fairburn – John McIntyre, Mike Shabaga, Donald Berry.
USA: Donald Rigazio – Dan McKinnon, John Gilbert, Wendy Anderson, John Crocott – John Matchefts, Walter Greely, Dick Dougherty – Gene Campbell, Arnie Bauer, Edward Robson – John Titus, Rube Bjorkman, Gordon Christian.
 SSSR –  Finsko	10:2 (2:2, 5:0, 3:0)
25. února 1955 (20:00) – Düsseldorf (Eisstadion an der Brehmstrasse)

Branky SSSR: 17. Alexej Guryšev, 19. Vsevolod Bobrov, 25. Alexej Guryšev, 30. Vsevolod Bobrov, 31. Jurij Krylov, 32. Nikolaj Sologubov, 46. Jevgenij Babič, 39. Viktor Šuvalov, 47. Michail Byčkov, 59. Jurij Krylov.

Branky Finska: 7. Aarno Hiekkaranta, 14. Yrjö Hakala.

Rozhodčí: Wim Dwars (NED), Luis Lecompte (CAN)
SSSR: Nikolaj Pučkov – Nikolaj Sologubov, Ivan Tregubov, Dmitrij Ukolov, Alfred Kučevskij – Jevgenij Babič, Viktor Šuvalov, Vsevolod Bobrov – Jurij Krylov, Alexandr Uvarov, Valentin Kuzin – Michail Byčkov, Alexej Guryšev, Nikolaj Chlystov.
Finsko: Unto Wiitala – Matti Rintakoski, Matti Lampainen, Teppo Rastio, Esko Tie – Yrjö Hakala, Seppo Liitsola, Erkki Hytönen – Lenni Lainesalo, Rainer Lindström, Esko Rekomaa – Aarno Hiekkaranta, Teuvo Takala, Christian Rapp.
 SRN –  Švédsko 	4:5 (1:2, 3:2, 0:1)
25. února 1955 (20:15) – Krefeld (Rheinlandhalle)

Branky SRN: 3. Markus Egen, 23. Markus Egen, 35. Rudolf Weide, 48. Markus Egen.

Branky Švédska: 4. Sigurd Bröms, 18. Sven Thunman, 34. Hans Tvilling, 48. Erik Johansson, 59. Hans Öberg.

Rozhodčí: Andrej Starovojtov (URS), Sergej Savin (URS)
Německo: Ulrich Jansen – Bruno Guttowski, Karl Bierschel, Martin Beck, Ernst Eggerbauer – Kurt Sepp, Markus Egen, Ernst Trautwein – Günther Jochems, Ulrich Eckstein, Hans–Georg Pescher – Rainer Kossmann, Walter Kremershof, Rudolf Weide.
Švédsko: Lars Svensson – Sven Thunman, Lars Björn, Åke Lassas, Vilgot Larsson – Sigurd Bröms, Sven Tumba Johansson, Hans Öberg – Stig Tvilling, Hans Tvilling, Gösta Johansson – Stig Carlsson, Erik Johansson.
 USA –  Finsko	8:1 (1:1, 4:0, 3:0)
26. února 1955 (20:00) – Kolín nad Rýnem (Eisstadion an der Lentstrasse)

Branky USA: 9. John Crocott, 25. John Crocott, 32. John Titus, 35. Gordon Christian, 39. Edward Robson, 49. Dick Dougherty, 52. John Titus, 53. Rube Bjorkman.

Branky Finska: 8. Erkki Hytönen.

Rozhodčí: Jan Krásl (TCH), Quido Adamec (TCH)
USA: Donald Rigazio – John Crocott, John Gilbert, Dan McKinnon, Wendy Anderson – Edward Robson, Walter Greely, John Titus – Gordon Christian, Arnie Bauer, Rube Bjorkman – Dick Dougherty, John Matchefts, Gene Campbell.
Finsko: Esko Niemi – Matti Rintakoski, Matti Lampainen, Teppo Rastio, Panu Ignatius – Yrjö Hakala, Seppo Liitsola, Erkki Hytönen – Rainer Lindström, Esko Rekomaa, Teuvo Takala – Aarno Hiekkaranta, Christian Rapp, Matti Sundelin.
 SSSR –  Švédsko 	2:1 (1:1, 0:0, 1:0)
26. února 1955 (20:00) – Dortmund (Westfalenhalle)

Branky SSSR: 17. Alexandr Uvarov, 51. Viktor Šuvalov.

Branky Švédska: 15. Lars Björn.

Rozhodčí: Kurt Hauser (SUI), Peter Müller (SUI)
SSSR: Nikolaj Pučkov – Nikolaj Sologubov, Ivan Tregubov, Dmitrij Ukolov, Alfred Kučevskij – Jevgenij Babič, Viktor Šuvalov, Vsevolod Bobrov – Jurij Krylov, Alexandr Uvarov, Valentin Kuzin – Alexandr Komarov, Alexej Guryšev, Nikolaj Chlystov.
Švédsko: Lars Svensson – Sven Thunman, Lars Björn, Åke Lassas, Vilgot Larsson – Sigurd Bröms, Sven Tumba Johansson, Hans Öberg – Stig Tvilling, Hans Tvilling, Rolf Pettersson – Stig Carlsson, Erik Johansson, Lars–Eric Lundvall.
 Československo –  Kanada	3:5	(0:1, 1:0, 2:4)
26. února 1955 (20:00) – Düsseldorf (Eisstadion an der Brehmstrasse)

Branky Československa: 25. Vlastimil Bubník, 43. Vladimír Zábrodský, 48. Vladimír Zábrodský.

Branky Kanady: 2. John McDonald, 15. Dick Warwick, 16. Douglas Kilburn, 46. Bill Warwick, 52. Bill Warwick.

Rozhodčí: Wim Dwars (NED), Tore Johannesen (NOR)

Vyloučení: 3:9 (1:0), navíc Conway na 5 minut.
ČSR: Jiří Hanzl – Karel Gut, Stanislav Bacílek, Václav Bubník, Jan Lidral – Vlastimil Bubník, Slavomír Bartoň, Bronislav Danda – Vlastimil Hajšman, Vladimír Zábrodský, Václav Pantůček – Miroslav Rejman, Oldřich Sedlák, Jiří Sekyra.
Kanada: Ivan McLelland – George McAvoy, Harold Tarala, Kevin Conway – Grant Warwick, Bill Warwick, Dick Warwick – John McIntyre, Donald Berry, Mike Shabaga – John McDonald, Douglas Kilburn, James Fairburn – Bernard Bathgate.
 SRN –  Polsko 	4:5 (3:3, 0:1, 1:1)
26. února 1955 (20:00) – Krefeld (Rheinlandhalle)

Branky SRN: 1. Hans–Georg Pescher, 10. Hans Huber, 19. Markus Egen, 42. Bruno Guttowski.

Branky Polska: 11. Eugeniusz Lewacki, 14. Józef Kurek, 16. Józef Kurek, 29. Zdzislaw Nowak, 44. Szymon Janiczko.

Rozhodčí: Jack Lutta (SUI), Luis Lecompte (CAN)
Německo: Ulrich Jansen – Bruno Guttowski, Karl Bierschel, Hans Huber, Ernst Eggerbauer – Kurt Sepp, Markus Egen, Ernst Trautwein – Günther Jochems, Ulrich Eckstein, Hans–Georg Pescher – Rudolf Pittrich, Walter Kremershof, Rudolf Weide.
Polsko: Edward Koczab – Kazimierz Chodakowski, Stanislaw Olczyk, Henryk Bromowicz–Brommer, Alfred Gansiniec – Józef Kurek, Zdzislaw Nowak, Szymon Janiczko – Eugeniusz Lewacki, Stefan Csorich, Marian Jezak – Roman Penczak.
 Kanada –  Polsko 	8:0 (3:0, 3:0, 2:0)
27. února 1955 (20:00) – Kolín nad Rýnem (Eisstadion an der Lentstrasse)

Branky Kanady: 2. Bill Warwick, 12. John McIntyre, 15. Grant Warwick, 28. James Fairburn, 32. John McIntyre, 37. John McIntyre, 46. Grant Warwick, 57. John McDonald.

Rozhodčí: Jan Krásl (TCH), Jack Lutta (SUI)
Kanada: Ivan McLelland – George McAvoy, Harold Tarala, Kevin Conway – Bill Warwick, Douglas Kilburn, Donald Berry – John McDonald, Grant Warwick, Dick Warwick – James Fairburn, John McIntyre, Mike Shabaga – Bernard Bathgate.
Polsko: Edward Koczab – Kazimierz Chodakowski, Stanislaw Olczyk, Henryk Bromowicz–Brommer, Alfred Gansiniec – Józef Kurek, Zdzislaw Nowak, Szymon Janiczko – Eugeniusz Lewacki, Stefan Csorich, Marian Jezak – Adolf Wrobel, Alfred Wrobel, Roman Penczak.
 SRN –  USA	3:6 (0:3, 3:3, 0:0)
27. února 1955 (20:00) – Dortmund (Westfalenhalle)

Branky SRN: 25. Kurt Sepp, 29. Ernst Trautwein, 34. Kurt Sepp.

Branky USA: 4. Arnie Bauer, 6. Gene Campbell, 8. Gordon Christian, 22. Arnie Bauer, 24. Gordon Christian, 39. Dan McKinnon.

Rozhodčí: Gösta Ahlin (SWE), Alf Axberg (SWE) 
USA: Donald Rigazio – John Crocott, Wendy Anderson, Dan McKinnon, John Gilbert – Walter Greely, John Titus, Edward Robson – Arnie Bauer,  Gordon Christian,  Rube Bjorkman – John Matchefts, Dick Dougherty, Gene Campbell.
Německo: Ulrich Jansen – Bruno Guttowski, Karl Bierschel, Hans Huber, Ernst Eggerbauer – Kurt Sepp, Markus Egen, Ernst Trautwein – Günther Jochems, Ulrich Eckstein, Hans–Georg Pescher – Rainer Kossmann, Walter Kremershof, Rudolf Weide. 
 Švédsko –  Švýcarsko	10:0 (0:0, 6:0, 4:0)
27. února 1955 (20:00) – Düsseldorf (Eisstadion an der Brehmstrasse)

Branky Švédska: 23. Hans Öberg, 30. Sven Tumba Johansson, 32. Hans Öberg, 37. Lars–Eric Lundvall, 39. Sven Tumba Johansson, 39. Hans Öberg, 44. Lars–Eric Lundvall, 45. Hans Öberg 48. Sven Tumba Johansson, 49. Gösta Johansson.

Rozhodčí: Andrej Starovojtov (URS), Sergej Savin (URS)
Švédsko: Lars Svensson – Sven Thunman, Lars Björn, Åke Lassas, Vilgot Larsson – Stig Carlsson, Erik Johansson, Lars–Eric Lundvall – Sigurd Bröms, Sven Tumba Johansson, Hans Öberg – Stig Tvilling, Hans Tvilling, Gösta Johansson.
Švýcarsko:  Martin Riesen – Emil Handschin, Paul Hofer, Raymond Cattin, Milo Golaz – Otto Schubiger, Otto Schläpfer, Hans Ott – Paul Zimmermann, Heinz Dietiker, Francois Blank – Rätus Frei, Reto Delnon, Fritz Naef.
 Československo –  SSSR 	0:4	(0:1, 0:1, 0:2)
27. února 1955 (20:00) – Krefeld (Rheinlandhalle)

Branky SSSR: 19. Ivan Tregubov, 34. Jurij Krylov, 44. Vsevolod Bobrov, 46. Viktor Šuvalov.

Rozhodčí: Helmut Perkuhn (GER), Richard Wagner (GER)

Vyloučení: 4:1 (0:2), navíc Vsevolod Bobrov na 5 minut.
ČSR: Jiří Hanzl – Karel Gut, Stanislav Bacílek, Václav Bubník, Jan Lidral – Vlastimil Bubník, Slavomír Bartoň, Bronislav Danda – Vlastimil Hajšman, Vladimír Zábrodský, Václav Pantůček – Miroslav Rejman, Oldřich Sedlák, Milan Vidlák.
SSSR: Nikolaj Pučkov – Nikolaj Sologubov, Ivan Tregubov, Alfred Kučevskij, Dmitrij Ukolov – Jevgenij Babič, Viktor Šuvalov, Vsevolod Bobrov – Jurij Krylov, Alexandr Uvarov, Valentin Kuzin – Nikolaj Chlystov, Alexej Guryšev, Alexandr Komarov.
 SSSR –  Polsko 	8:2 (2:0, 2:1, 4:1)
28. února 1955 (20:00) – Kolín nad Rýnem (Eisstadion an der Lentstrasse)

Branky SSSR: 7. Alexej Guryšev, 20. Michail Byčkov, 21. Vsevolod Bobrov, 29. Valentin Kuzin, 43. Jurij Krylov, 53. Alexej Guryšev, 55. Vsevolod Bobrov, 56. Alexandr Uvarov.

Branky Polska: 27. Adolf Wrobel, 51. Eugeniusz Lewacki.

Rozhodčí: Risto Lindroos (FIN), Tuomo Lindroos (FIN)

Vyloučení: 0:1
SSSR: Grigorij Mkrtyčan – Alfred Kučevskij, Ivan Tregubov, Dmitrij Ukolov, Pavel Žiburtovič – Jevgenij Babič, Viktor Šuvalov, Vsevolod Bobrov – Jurij Krylov, Alexandr Uvarov, Valentin Kuzin – Michail Byčkov, Alexej Guryšev, Nikolaj Chlystov.
Polsko: Edward Koczab – Kazimierz Chodakowski, Stanislaw Olczyk, Alfred Gansiniec, Roman Penczak – Józef Kurek, Alfred Wrobel, Szymon Janiczko – Eugeniusz Lewacki, Stefan Csorich, Marian Jezak – Adolf Wrobel, Kazimierz Bryniarski, Bronislaw Gosztyla.
 Kanada –  Finsko	12:0 (7:0, 3:0, 2:0)
28. února 1955 (20:00) – Düsseldorf (Eisstadion an der Brehmstrasse)

Branky Kanady: 5. Harold Tarala, 6. George McAvoy, 8. Douglas Kilburn, 9. Mike Shabaga, 11. Bernard Bathgate, 11. Donald Berry, 13. James Fairburn, 25. Bill Warwick, 27. James Fairburn, 32. 48. Mike Shabaga, 48. Mike Shabaga, 51. Dick Warwick. 

Rozhodčí: Tore Johannesen (NOR), Jack Lutta (SUI)
Kanada: Ivan McLelland – George McAvoy, Harold Tarala, Kevin Conway – Grant Warwick, Mike Shabaga, Bill Warwick – Dick Warwick, John McIntyre, Douglas Kilburn – John McDonald, James Fairburn – Bernard Bathgate, Donald Berry.
Finsko: Unto Wiitala – Panu Ignatius, Matti Lampainen, Esko Tie, Teppo Rastio – Yrjö Hakala, Erkki Hytönen, Teuvo Takala – Aarno Hiekkaranta, Esko Rekomaa, Christian Rapp – Rainer Lindström, Matti Sundelin, Lenni Lainesalo.
 USA –  Švýcarsko	7:3 (1:1, 2:1, 4:1)
28. února 1955 (20:00) – Krefeld (Rheinlandhalle)

Branky USA: 19. Dick Dougherty, 28. Gordon Christian, 29. Dick Dougherty, 41. John Matchefts, 41. Walter Greely, 53. Arnie Bauer, 56. Dan McKinnon.

Branky Švýcarska: 8. Fritz Naef, 32. Otto Schubiger, 46. Hans Morger.

Rozhodčí: Jan Krásl (TCH), Quido Adamec (TCH)
USA: Donald Rigazio – John Gilbert, John Crocott, Wendy Anderson, Dan McKinnon – Walter Greely, John Titus, Edward Robson – Arnie Bauer, Gordon Christian, Rube Bjorkman – John Matchefts, Dick Dougherty, Gene Campbell.
Švýcarsko: Jean Ayer – Raymond Cattin, Rüedi Keller, Milo Golaz, Paul Hofer – Rätus Frei, Otto Schläpfer, Fritz Naef – Heinz Dietiker, Emil Handschin, Otto Schubiger – Hans Morger, Reto Delnon, Paul Zimmermann.
 Československo –  Švédsko 6:5	(2:1, 2:1, 2:3)
1. března 1955 (20:00) – Kolín nad Rýnem (Eisstadion an der Lentstrasse)

Branky Československa: 4. Jiří Sekyra, 6. Bronislav Danda, 35. Vladimír Zábrodský, 36. Miroslav Rejman, 54. Slavomír Bartoň, 58. Slavomír Bartoň.

Branky Švédska: 13. Stig Carlsson, 32. Sven Thunman, 45. Sven Tumba Johansson, 49. Stig Carlsson, 59. Hans Öberg.

Rozhodčí: Wim Dwars (NED), Luis Lecompte (CAN)

Vyloučení: 2:3 (0:1)
ČSR: Jiří Hanzl – Karel Gut, Jan Kasper, Jan Lidral, Stanislav Bacílek – Vlastimil Bubník, Slavomír Bartoň, Bronislav Danda – Vlastimil Hajšman, Vladimír Zábrodský, Václav Pantůček – Miroslav Rejman, Oldřich Sedlák, Jiří Sekyra.
Švédsko: Lars Svensson – Sven Thunman, Lars Björn, Åke Lassas, Vilgot Larsson – Sigurd Bröms, Sven Tumba Johansson, Hans Öberg – Stig Tvilling, Hans Tvilling, Rolf Pettersson – Lars–Eric Lundvall, Stig Carlsson, Erik Johansson.
 Švýcarsko –  Polsko 	4:2 (1:1, 1:0, 2:1)
1. března 1955 (20:00) – Düsseldorf (Eisstadion an der Brehmstrasse)

Branky Švýcarska: 2. Otto Schubiger, 25. Hans Ott, 51. Milo Golaz, 54. Hans Ott.

Branky Polska: 12. Adolf Wrobel, 57. Stanislaw Olczyk.

Rozhodčí: Gösta Ahlin (SWE), Alf Axberg (SWE) 
Švýcarsko: Martin Riesen – Raymond Cattin, Rüedi Keller, Milo Golaz, Paul Hofer – Rätus Frei, Otto Schläpfer, Fritz Naef – Hans Morger, Reto Delnon, Hans Ott –  Francois Blank, Emil Handschin, Otto Schubiger.
Polsko: Edward Koczab – Kazimierz Chodakowski, Stanislaw Olczyk, Alfred Gansiniec, Henryk Bromowicz–Brommer – Szymon Janiczko, Zdzislaw Nowak, Józef Kurek – Marian Jezak, Stefan Csorich, Eugeniusz Lewacki – Roman Penczak, Alfred Wrobel, Kazimierz Bryniarski.
 SRN –  Finsko	7:1 (3:0, 3:1, 1:0)
1. března 1955 (20:00) – Krefeld (Rheinlandhalle)

Branky SRN: 3. Martin Beck, 5. Markus Egen, 19. Kurt Sepp, 25. Hans–Georg Pescher, 28. Markus Egen, 34. Bruno Guttowski, 58. Ernst Eggerbauer.

Branky Finska: 33. Yrjö Hakala.

Rozhodčí: Kurt Hauser (SUI), Peter Müller (SUI)
Německo: Ulrich Jansen – Bruno Guttowski, Karl Bierschel, Martin Beck, Ernst Eggerbauer – Ernst Trautwein, Markus Egen, Kurt Sepp – Günther Jochems, Ulrich Eckstein, Hans–Georg Pescher – Rudolf Pittrich, Walter Kremershof, Hans Huber.
Finsko: Unto Wiitala – Matti Rintakoski, Matti Lampainen, Panu Ignatius, Esko Tie – Yrjö Hakala, Erkki Hytönen, Teppo Rastio – Aarno Hiekkaranta, Esko Rekomaa, Christian Rapp – Rainer Lindström, Matti Sundelin, Lenni Lainesalo.
 Kanada –  Švýcarsko	11:1 (4:1, 3:0, 4:0)
2. března 1955 (20:00) – Kolín nad Rýnem (Eisstadion an der Lentstrasse)

Branky Kanady: 1. Bill Warwick, 7, James Fairburn, 12. Dick Warwick, 20. Grant Warwick, 26. Bill Warwick, 37. a 37. James Fairburn, 41. George McAvoy, 43. John McIntyre, 53. Douglas Kilburn, 59. Dick Warwick.

Branky Švýcarska: 11. Otto Schläpfer.

Rozhodčí: Wim Dwars (NED), Jack Lutta (SUI)

Vyloučení: 0:0
Kanada: Ivan McLelland – George McAvoy, Harold Tarala, Kevin Conway – Grant Warwick, Mike Shabaga, John McDonald – Douglas Kilburn, John McIntyre, Dick Warwick – Bill Warwick, James Fairburn, Bernard Bathgate – Donald Berry.
Švýcarsko: Jean Ayer – Raymond Cattin, Rüedi Keller, Paul Hofer, Emil Handschin – Rätus Frei, Otto Schläpfer, Fritz Naef – Paul Zimmermann, Reto Delnon, Hans Ott –  Francois Blank, Otto Schubiger,  Heinz Dietiker.
 Švédsko –  Finsko	9:0 (1:0, 6:0, 2:0)
2. března 1955 (17:00) – Düsseldorf (Eisstadion an der Brehmstrasse)

Branky Švédska: 19. Lars–Eric Lundvall, 27. Stig Tvilling, 28. Gösta Johansson, 31. Sven Tumba Johansson, 37. Gösta Johansson, 38. Sven Tumba Johansson, 38. Hans Öberg, 42. Lars–Eric Lundvall, 56. Sven Tumba Johansson.

Rozhodčí: Helmut Perkuhn (GER), Richard Wagner (GER)
Švédsko: Yngve Johansson – Sven Thunman, Lars Björn, Åke Lassas, Vilgot Larsson – Erik Johansson, Rolf Pettersson, Sven Tumba Johansson – Hans Öberg, Stig Tvilling, Gösta Johansson – Ronald Pettersson, Lars–Eric Lundvall.
Finsko: Unto Wiitala – Matti Rintakoski, Matti Lampainen, Teppo Rastio, Panu Ignatius – Esko Tie, Yrjö Hakala, Teuvo Takala – Esko Rekomaa, Aarno Hiekkaranta, Christian Rapp – Rainer Lindström, Lenni Lainesalo, Matti Sundelin.
 Československo –  SRN 	8:0	(0:0, 5:0, 3:0)
2. března 1955 (20:00) – Düsseldorf (Eisstadion an der Brehmstrasse)

Branky Československa: 26. Vladimír Zábrodský, 28. Václav Pantůček, 30. Jiří Sekyra, 32. Slavomír Bartoň, 35. Václav Pantůček, 42. Slavomír Bartoň, 55. Vlastimil Bubník, 59. Vlastimil Hajšman.

Rozhodčí: Kurt Hauser (SUI), Peter Müller (SUI)

Vyloučení: 1:0 (0:0)
ČSR: Jiří Hanzl – Karel Gut, Jan Kasper, Jan Lidral, Stanislav Bacílek – Vlastimil Bubník, Slavomír Bartoň, Bronislav Danda – Vlastimil Hajšman, Vladimír Zábrodský, Václav Pantůček – Miroslav Rejman, Oldřich Sedlák, Jiří Sekyra.
Německo: Ulrich Jansen – Bruno Guttowski, Martin Beck, Ernst Eggerbauer – Ernst Trautwein, Markus Egen, Kurt Sepp – Hans–Georg Pescher, Ulrich Eckstein, Günther Jochems – Hans Huber, Walter Kremershof, Rudolf Pittrich.
 SSSR –  USA	3:0 (1:0, 2:0, 0:0)
2. března 1955 (20:00) – Krefeld (Rheinlandhalle)

Branky SSSR: 5. Dmitrij Ukolov, 28. Alexej Guryšev, 37. Alexandr Uvarov.

Rozhodčí: Gösta Ahlin (SWE), Alf Axberg (SWE) 
SSSR: Nikolaj Pučkov – Nikolaj Sologubov, Ivan Tregubov, Alfred Kučevskij, Dmitrij Ukolov – Jevgenij Babič, Viktor Šuvalov, Vsevolod Bobrov – Jurij Krylov, Alexandr Uvarov, Valentin Kuzin – Michail Byčkov, Alexej Guryšev, Nikolaj Chlystov.
USA: Donald Rigazio – Dan McKinnon, Wendy Anderson, John Gilbert, John Crocott – John Matchefts, Dick Dougherty, Gene Campbell – Walter Greely, John Titus, Edward Robson – Arnie Bauer, Gordon Christian, Rube Bjorkman.
 Polsko –  Finsko	6:3 (1:1, 2:1, 3:1)
3. března 1955 (17:00) – Kolín nad Rýnem (Eisstadion an der Lentstrasse)

Branky Polska: 11. Marian Jezak, 26. Szymon Janiczko, 29. Zdzislaw Nowak, 45. Eugeniusz Lewacki, 55. Marian Jezak, 60. Kazimierz Chodakowski.

Branky Finska: 16. Teuvo Takala, 25. Kazimierz Chodakowski vlastní, 54. Esko Rekomaa.

Rozhodčí: Helmut Perkuhn (GER), Richard Wagner (GER)
Finsko: Unto Wiitala – Matti Rintakoski, Matti Lampainen, Teppo Rastio, Panu Ignatius – Esko Tie, Yrjö Hakala, Erkki Hytönen – Esko Rekomaa, Aarno Hiekkaranta, Christian Rapp – Lenni Lainesalo, Teuvo Takala, Matti Sundelin.
Polsko: Edward Koczab – Kazimierz Chodakowski, Stanislaw Olczyk, Alfred Gansiniec, Henryk Bromowicz–Brommer –  Szymon Janiczko, Zdzislaw Nowak, Józef Kurek – Marian Jezak, Stefan Csorich, Eugeniusz Lewacki – Roman Penczak, Alfred Wrobel, Kazimierz Bryniarski.
 Československo –  USA	4:4	(1:1, 1:1, 2:2)
3. března 1955 (20:00) – Kolín nad Rýnem (Eisstadion an der Lentstrasse)

Branky Československa: 16. Vlastimil Bubník, 36. Stanislav Bacílek, 47. Vlastimil Hajšman, 54. Bronislav Danda.

Branky USA: 1. John Titus, 28. Dick Dougherty, 43. Wendy Anderson, 60. Rube Bjorkman.

Rozhodčí: Jack Lutta (SUI), Wim Dwars (NED)

Vyloučení: 0:1 (0:0)
ČSR: Jiří Hanzl – Karel Gut, Jan Kasper, Jan Lidral, Stanislav Bacílek – Vlastimil Bubník, Slavomír Bartoň, Bronislav Danda – Vlastimil Hajšman, Vladimír Zábrodský, Václav Pantůček – Miroslav Rejman, Oldřich Sedlák, Jiří Sekyra.
USA: Donald Rigazio – John Crocott, Wendy Anderson, Dan McKinnon – Gene Campbell, Dick Rodenheiser, Dick Dougherty – Edward Robson, Walter Greely, John Titus – Gordon Christian, Arnie Bauer, Rube Bjorkman.
 SRN –  SSSR 	1:5 (1:0, 0:2, 0:3)
3. března 1955 (20:00) – Düsseldorf (Eisstadion an der Brehmstrasse)

Branky SRN: 2. Bruno Guttowski.

Branky SSSR: 21. Nikolaj Chlystov, 30. Valentin Kuzin, 41. Valentin Kuzin,  43. Valentin Kuzin, 53. Nikolaj Chlystov.

Rozhodčí: Gösta Ahlin (SWE), Alf Axberg (SWE) 
SSSR: Grigorij Mkrtyčan – Nikolaj Sologubov, Ivan Tregubov, Alfred Kučevskij, Dmitrij Ukolov – Jurij Krylov, Alexandr Uvarov, Valentin Kuzin – Michail Byčkov, Alexej Guryšev, Nikolaj Chlystov – Viktor Šuvalov, Alexandr Komarov.
Německo: Karl Fischer – Bruno Guttowski, Martin Beck, Ernst Eggerbauer – Kurt Sepp, Markus Egen, Ernst Trautwein – Hans–Georg Pescher, Ulrich Eckstein, Günther Jochems – Walter Kremershof, Hans Huber, Rudolf Pittrich.
 Kanada –  Švédsko 	3:0 (0:0, 3:0, 0:0)
3. března 1955 (20:00) – Krefeld (Rheinlandhalle)

Branky Kanady: 31. Harold Tarala, 34. John McIntyre, 35. Grant Warwick.

Rozhodčí: Kurt Hauser (SUI), Peter Müller (SUI)
Kanada: Ivan McLelland – George McAvoy, Harold Tarala, John Taggart – Dick Warwick, Bill Warwick, Grant Warwick – John McDonald, Douglas Kilburn, James Fairburn – Mike Shabaga, John McIntyre, Bernard Bathgate – James Middleton.
Švédsko: Yngve Johansson – Sven Thunman, Lars Björn, Åke Lassas, Vilgot Larsson – Stig Tvilling, Hans Tvilling, Rolf Pettersson – Sven Tumba Johansson, Erik Johansson, Hans Öberg – Ronald Pettersson, Lars–Eric Lundvall, Stig Carlsson.
 Kanada –  SRN 	10:1 (3:0, 4:1, 3:0)
4. března 1955 (20:00) – Kolín nad Rýnem (Eisstadion an der Lentstrasse)

Branky Kanady: 14. Bill Warwick, 15. Grant Warwick, 18. John McDonald, 25. John Taggart, 26. John McIntyre, 29. Mike Shabaga, 39. Douglas Kilburn, 49. John McDonald, 49. James Middleton, 60. Mike Shabaga.

Branky SRN: 25. Hans Huber.

Rozhodčí: Andrej Starovojtov (URS), Sergej Savin (URS)
Kanada: Ivan McLelland – George McAvoy, Kevin Conway, Harold Tarala, John Taggart – Dick Warwick, Bill Warwick, Grant Warwick – James Fairburn, James Middleton, John McDonald – Douglas Kilburn, Mike Shabaga, John McIntyre.
Německo: Karl Fischer – Bruno Guttowski, Martin Beck, Ernst Eggerbauer – Kurt Sepp, Markus Egen, Ernst Trautwein – Hans–Georg Pescher, Ulrich Eckstein, Günther Jochems – Walter Kremershof, Hans Huber, Rudolf Pittrich.
 USA –  Polsko 	6:2 (2:0, 3:0, 1:2)
4. března 1955 (20:00) – Düsseldorf (Eisstadion an der Brehmstrasse)

Branky USA: 7. Wendy Anderson, 9. Dan McKinnon, 34. Arnie Bauer, 34. Gordon Christian, 35. Gene Campbell, 59. John Titus.

Branky Polska: 47. Adolf Wrobel, 48. Szymon Janiczko.

Rozhodčí: Tore Johannesen (NOR), Jack Lutta (SUI)
USA: Donald Rigazio – John Gilbert, John Crocott, Dan McKinnon, Wendy Anderson – Walter Greely, John Titus, Edward Robson – Arnie Bauer, Gordon Christian, Rube Bjorkman – Dick Dougherty, Gene Campbell, Henry Bothfeld.
Polsko: Edward Koczab – Kazimierz Chodakowski, Stanislaw Olczyk, Roman Penczak, Alfred Gansiniec – Szymon Janiczko, Zdzislaw Nowak, Józef Kurek – Marian Jezak, Stefan Csorich, Eugeniusz Lewacki – Alfred Wrobel, Kazimierz Bryniarski.
 SSSR –  Švýcarsko	7:2 (2:0, 2:1, 3:1)
4. března 1955 (20:00) – Krefeld (Rheinlandhalle)

Branky SSSR: 5. Dmitrij Ukolov, 14. Jevgenij Babič, 23. Alexej Guryšev,  33. Alexej Guryšev, 42. Viktor Šuvalov,  57. Viktor Šuvalov, 59. Alexandr Komarov.

Branky Švýcarska: 23. Emil Handschin, 57. Otto Schläpfer.

Rozhodčí: Risto Lindroos (FIN), Tuomo Lindroos (FIN)
SSSR: Grigorij Mkrtyčan – Nikolaj Sologubov, Ivan Tregubov, Alfred Kučevskij, Dmitrij Ukolov – Jevgenij Babič, Viktor Šuvalov, Jurij Krylov – Alexandr Komarov, Alexandr Uvarov, Valentin Kuzin – Michail Byčkov, Alexej Guryšev, Nikolaj Chlystov.
Švýcarsko: Jean Ayer – Paul Hofer, Emil Handschin, Raymond Cattin, Milo Golaz – Otto Schläpfer, Rätus Frei, Hans Ott – Paul Zimmermann, Heinz Dietiker, Francois Blank – Reto Delnon, Fritz Naef,  Hans Morger.
 Finsko –  Švýcarsko	7:2 (2:1, 3:1, 2:0)
5. března 1955 (20:00) – Kolín nad Rýnem (Eisstadion an der Lentstrasse)

Branky Finska: 5. Yrjö Hakala, 13. Panu Ignatius, 28. Esko Rekomaa, 29. Yrjö Hakala, 36. Yrjö Hakala, 46. Aarno Hiekkaranta, 55. Aarno Hiekkaranta.

Branky Švýcarska: 14. Fritz Naef, 32. Rüedi Keller.

Rozhodčí: Jan Krásl (TCH), Tore Johannesen (NOR)
Švýcarsko: Jean Ayer – Paul Hofer, Emil Handschin, Raymond Cattin, Rüedi Keller – Hans Ott, Otto Schläpfer, Reto Delnon – Paul Zimmermann, Francois Blank, Heinz Dietiker – Rätus Frei, Otto Schubiger, Fritz Naef.
Finsko: Unto Wiitala – Matti Rintakoski, Matti Lampainen, Teppo Rastio, Esko Tie – Lenni Lainesalo, Yrjö Hakala, Panu Ignatius – Aarno Hiekkaranta, Esko Rekomaa, Christian Rapp – Rainer Lindström, Teuvo Takala, Matti Sundelin.
 Švédsko –  USA	1:1 (0:0, 0:0, 1:1)
5. března 1955 (20:00) – Düsseldorf (Eisstadion an der Brehmstrasse)

Branky Švédska: 49. Stig Tvilling.

Branky USA: 55. Dick Dougherty.

Rozhodčí: Wim Dwars (NED), Luis Lecompte (CAN)
Švédsko: Lars Svensson – Sven Thunman, Lars Björn, Åke Lassas, Vilgot Larsson – Ronald Pettersson, Sven Tumba Johansson, Hans Öberg – Sigurd Bröms, Sigurd Bröms, Lars–Eric Lundvall – Stig Tvilling, Gösta Johansson, Rolf Pettersson.
USA: Donald Rigazio –  Dan McKinnon, Wendy Anderson, John Crocott, John Gilbert – Gordon Christian, Arnie Bauer, Rube Bjorkman – Dick Dougherty, Gene Campbell, John Matchefts – Edward Robson, Walter Greely, John Titus.
 Československo –  Polsko 17:2 (7:0, 3:2, 7:0)
5. března 1955 (20:00) – Krefeld (Rheinlandhalle)

Branky Československa: 1. Vlastimil Bubník, 3. Vladimír Zábrodský, 6. Oldřich Sedlák, 10. Oldřich Sedlák, 15. Vladimír Zábrodský, 18. Vlastimil Bubník, 20. Karel Gut, 22. Václav Pantůček, 24. Miroslav Rejman, 32. Slavomír Bartoň, 43. Vlastimil Hajšman, 44. Vlastimil Bubník, 46. Slavomír Bartoň, 52. Vlastimil Bubník, 54. Vladimír Zábrodský, 55. Jan Kasper, 56. Milan Vidlák.

Branky Polska: 25. Stefan Csorich, 29. Stefan Csorich.

Rozhodčí: Gösta Ahlin (SWE), Alf Axberg (SWE) 

Vyloučení: 1:4
ČSR: Ján Jendek – Karel Gut, Jan Kasper, Jan Lidral, Stanislav Bacílek – Vlastimil Bubník, Slavomír Bartoň, Bronislav Danda – Vlastimil Hajšman, Vladimír Zábrodský, Václav Pantůček – Miroslav Rejman, Oldřich Sedlák, Milan Vidlák.
Polsko: Edward Koczab (21. Ryszard Foryś) – Kazimierz Chodakowski, Stanislaw Olczyk, Alfred Gansiniec, Henryk Bromowicz–Brommer – Adolf Wrobel, Marian Jezak, Kazimierz Bryniarski – Stefan Csorich, Roman Penczak, Szymon Janiczko – Zdzislaw Nowak, Józef Kurek, Bronislaw Gosztyla.
 Československo –  Finsko	18:2	(3:1, 7:1, 8:0)
6. března 1955 (11:00) – Düsseldorf (Eisstadion an der Brehmstrasse)

Branky Československa: 6. Vlastimil Bubník, 2:1 14. Slavomír Bartoň, 3:1 14. Vlastimil Bubník, 21. Vlastimil Bubník, 22. Karel Gut, 27. Vlastimil Bubník, 28. Slavomír Bartoň, 30. Václav Pantůček, 35. Vladimír Zábrodský, 38. Slavomír Bartoň, 42. Vlastimil Bubník, 45. Vlastimil Bubník, 46. Slavomír Bartoň, 48. Vladimír Zábrodský, 51.Vlastimil Bubník, 52. Vlastimil Bubník, 54. Vladimír Zábrodský, 55. Vlastimil Bubník.

Branky Finska: 13. Teppo Rastio, 25. Rainer Lindström.

Rozhodčí: Helmut Perkuhn (GER), Richard Wagner (GER)

Vyloučení: 0:0
ČSR: Ján Jendek – Karel Gut, Jan Kasper, Václav Bubník, Stanislav Bacílek – Vlastimil Bubník, Slavomír Bartoň, Bronislav Danda – Vlastimil Hajšman, Vladimír Zábrodský, Václav Pantůček – Miroslav Rejman, Oldřich Sedlák, Milan Vidlák.
Finsko: Unto Wiitala – Matti Lampainen, Teppo Rastio, Esko Tie – Lenni Lainesalo, Yrjö Hakala, Panu Ignatius – Aarno Hiekkaranta, Esko Rekomaa, Christian Rapp – Rainer Lindström, Teuvo Takala, Matti Sundelin.
 Švédsko –  Polsko 	9:0 (4:0, 2:0, 3:0)
6. března 1955 (14:00) – Kolín nad Rýnem (Eisstadion an der Lentstrasse)

Branky Švédska: 1. Rolf Pettersson, 2. Hans Öberg, 4. Ronald Pettersson, 19. Vilgot Larsson, 25. Sven Tumba Johansson, 27. Hans Öberg, 46. Hans Öberg, 58. Stig Carlsson, 59. Hans Öberg.

Rozhodčí: Jack Lutta (SUI), Quido Adamec (TCH)
Švédsko: Lars Svensson – Sven Thunman, Lars Björn, Åke Lassas, Vilgot Larsson – Stig Tvilling, Gösta Johansson, Rolf Pettersson – Sigurd Bröms, Stig Carlsson, Lars–Eric Lundvall – Ronald Pettersson, Sven Tumba Johansson, Hans Öberg.
Polsko: Ryszard Foryś – Kazimierz Chodakowski, Stanislaw Olczyk, Roman Penczak, Alfred Gansiniec – Kazimierz Bryniarski, Zdzislaw Nowak, Szymon Janiczko – Eugeniusz Lewacki, Stefan Csorich,  Marian Jezak – Adolf Wrobel, Alfred Wrobel, Bronislaw Gosztyla.
 SRN –  Švýcarsko	8:3 (3:1, 1:2, 4:0)
6. března 1955 (14:00) – Düsseldorf (Eisstadion an der Brehmstrasse)

Branky SRN: 5. Bruno Guttowski, 12. Ernst Trautwein, 17. Hans Huber, 24. Hans Huber, 44. Markus Egen, 45. Bruno Guttowski, 47. Hans Huber, 55. Kurt Sepp

Branky Švýcarska: 1. Rätus Frei, 28. Hans Ott, 35. Fritz Naef.

Rozhodčí: Andrej Starovojtov (URS), Sergej Savin (URS)

Vyloučení: 3:4
Německo: Ulrich Jansen – Bruno Guttowski, Martin Beck, Ernst Eggerbauer – Kurt Sepp, Markus Egen, Ernst Trautwein – Hans–Georg Pescher, Ulrich Eckstein, Günther Jochems – Walter Kremershof, Hans Huber, Rudolf Pittrich.
Švýcarsko: Martin Riesen – Paul Hofer, Emil Handschin, Raymond Cattin, Rüedi Keller – Rätus Frei, Otto Schubiger, Fritz Naef – Francois Blank, Otto Schläpfer, Hans Ott – Reto Delnon,  Hans Morger, Paul Zimmermann.
 Kanada –  SSSR 	5:0 (1:0, 2:0, 2:0)
6. března 1955 (17:00) – Kolín nad Rýnem (Rheinlandhalle)

Branky Kanady: 5. Mike Shabaga, 28. Bill Warwick, 32. Mike Shabaga, 41. Bill Warwick, 43. George McAvoy.

Rozhodčí: Kurt Hauser (SUI), Peter Müller (SUI)

Vyloučení: 6:1 (1:0)
Kanada: Ivan McLelland – George McAvoy, Harold Tarala, Kevin Conway, John Taggart – Grant Warwick, Bill Warwick, Dick Warwick – John McDonald, Douglas Kilburn, James Fairburn – Bernard Bathagate, John McIntyre, Mike Shabaga (James Middleton).
SSSR: Nikolaj Pučkov (44. Grigorij Mkrtyčan) – Alfred Kučevskij, Dmitrij Ukolov, Nikolaj Sologubov, Ivan Tregubov – Jevgenij Babič, Viktor Šuvalov, Vsevolod Bobrov – Jurij Krylov, Alexandr Uvarov, Valentin Kuzin – Michail Byčkov, Alexej Guryšev, Nikolaj Chlystov.

### Skupina B (Juniorský turnaj)
|     |            | ITA  | GER "B" | AUT  | NED  | YUG  | BEL  | V | R | P | Skóre | B |
| 10. | Itálie     | ***  | 2:2     | 3:1  | 10:2 | 9:1  | 28:0 | 4 | 0 | 0 | 50:4  | 8 |
| *   | SRN "B"    | 2:2  | ***     | 3:2  | 11:1 | 5:1  | 11:1 | * | * | * | *     | * |
| 11. | Rakousko   | 1:3  | 2:3     | ***  | 6:1  | 3:2  | 5:3  | 3 | 0 | 1 | 15:9  | 6 |
| 12. | Nizozemsko | 2:10 | 1:6     | 1:11 | ***  | 9:1  | 6:3  | 2 | 0 | 2 | 18:20 | 4 |
| 13. | Jugoslávie | 1:9  | 2:3     | 1:9  | 1:5  | ***  | 5:2  | 1 | 0 | 3 | 9:23  | 2 |
| 14. | Belgie     | 0:28 | 3:5     | 3:6  | 2:5  | 1:11 | ***  | 0 | 0 | 4 | 8:44  | 0 |

- SRN "B" hrálo mimo soutěž.
- Francie a Maďarsko odřekly účast.

 Rakousko –  Jugoslávie 	3:2 (1:1, 1:1, 1:0)
25. února 1955 – Dortmund (Westfalenhalle)
 Nizozemsko –  Maďarsko	nehráno
25. února 1955 – Krefeld (Rheinlandhalle)
 Francie –  Belgie 	nehráno
25. února 1955 – Kolín nad Rýnem (Eisstadion an der Lentstrasse)
 Itálie –  SRN "B"	2:2 (1:1, 1:0, 0:1)
25. února 1955 – Düsseldorf (Eisstadion an der Brehmstrasse)
 Jugoslávie –  Maďarsko	nehráno
26. února 1955 – Krefeld (Rheinlandhalle)
 Francie –  Itálie 	nehráno
26. února 1955 – Dortmund (Westfalenhalle)
 Nizozemsko –  SRN "B"	1:11 (0:3, 1:2, 0:6)
26. února 1955 – Kolín nad Rýnem (Eisstadion an der Lentstrasse)
 Nizozemsko –  Belgie	6:3 (1:1, 1:0, 4:2)
27. února 1955 – Dortmund (Westfalenhalle)
 Rakousko –  SRN "B"	2:3 (0:1, 1:2, 0:6)
27. února 1955 – Kolín nad Rýnem (Eisstadion an der Lentstrasse)
 Jugoslávie –  Belgie	5:2 (0:0, 4:1, 1:1)
28. února 1955 – Krefeld (Rheinlandhalle)
 Francie –  Maďarsko	nehráno
28. února 1955 – Kolín nad Rýnem (Eisstadion an der Lentstrasse)
 Itálie –  Rakousko 	3:1 (2:1, 1:0, 0:0)
28. února 1955 – Düsseldorf (Eisstadion an der Brehmstrasse)
 Itálie –  Maďarsko	nehráno
1. března 1955 – Krefeld (Rheinlandhalle)
 Jugoslávie –  SRN "B"	1:5 (0:4, 0:0, 1:1)
1. března 1955 – Düsseldorf (Eisstadion an der Brehmstrasse)
 Jugoslávie –  Francie 	nehráno
2. března 1955 – Kolín nad Rýnem (Eisstadion an der Lentstrasse)
 Rakousko –  Belgie	5:3 (1:0, 1:1, 3:2)
2. března 1955 – Krefeld (Rheinlandhalle)
 Itálie –  Nizozemsko	10:2 (4:1, 2:0, 4:1)
2. března 1955 – Dortmund (Westfalenhalle)
 Nizozemsko –  Francie	nehráno
3. března 1955 – Krefeld (Rheinlandhalle)
 Belgie –  Maďarsko	nehráno
3. března 1955 – Düsseldorf (Eisstadion an der Brehmstrasse)
 Itálie –  Jugoslávie	9:1 (3:1, 4:0, 2:0)
4. března 1955 – Kolín nad Rýnem (Eisstadion an der Lentstrasse)
 Rakousko –  Maďarsko	nehráno
4. března 1955 – Krefeld (Rheinlandhalle)
 Belgie –  SRN "B"	1:11 (0:1, 0:4, 1:6)
4. března 1955 – Düsseldorf (Eisstadion an der Brehmstrasse)
 Rakousko –  Nizozemsko	6:1 (2:0, 2:0, 2:1)
5. března 1955 – Krefeld (Rheinlandhalle)
 Francie –  SRN "B"	nehráno
5. března 1955 – Kolín nad Rýnem (Eisstadion an der Lentstrasse)
 Itálie –  Belgie	28:0 (7:0, 13:0, 8:0)
6. března 1955 – Krefeld (Rheinlandhalle)
 Maďarsko –  SRN "B" nehráno
6. března 1955 – Krefeld (Rheinlandhalle)
 Francie –  Rakousko 	nehráno
6. března 1955 – Kolín nad Rýnem (Eisstadion an der Lentstrasse)
 Nizozemsko –  Jugoslávie 9:1 (3:1, 2:0, 4:0)
6. března 1955 – Krefeld (Rheinlandhalle)

## Statistiky

### Nejlepší hráči podle direktoriátu IIHF
| Brankář | Donald Rigazio |
| Obránce | Karel Gut      |
| Útočník | Bill Warwick   |

### Kanadské bodování (neoficiální)
| Poř. | Kanadské bodování    | Branky | Přihrávky | Body |
| ---- | -------------------- | ------ | --------- | ---- |
| 1.   | Bill Warwick         | 14     | 8         | 22   |
| 2.   | Vlastimil Bubník     | 17     | 3         | 20   |
| 3.   | Jack McIntyre        | 8      | 9         | 17   |
| 4.   | Grant Warwick        | 6      | 11        | 17   |
| 5.   | Vladimír Zábrodský   | 13     | 1         | 14   |
| 6.   | Slavomír Bartoň      | 11     | 1         | 12   |
| 7.   | Doug Kilburn         | 6      | 6         | 12   |
| 8.   | Jack McDonald        | 4      | 8         | 12   |
| 9.   | Sven Tumba Johansson | 9      | 0         | 9    |
| 10.  | Mike Shabaga         | 7      | 2         | 9    |
| 10.  | Jim Fairburn         | 7      | 2         | 9    |

### Nejlepší střelci
| Poř. | Nejlepší střelci     | Branky |
| ---- | -------------------- | ------ |
| 1.   | Vlastimil Bubník     | 17     |
| 2.   | Vladimír Zábrodský   | 13     |
| 2.   | Bill Warwick         | 13     |
| 4.   | Slavomír Bartoň      | 10     |
| 5.   | John McIntyre        | 9      |
| 5.   | Sven Tumba Johansson | 9      |

### Soupiska Kanady
Kanada (Penticton V'es)

Brankáři: Ivan McLelland, Donald Moog.

Obránci: George McAvoy, Harold Tarala, Kevin Conway, Bernard Bathgate, Dino Mascotto.

Útočníci: Dick Warwick, Bill Warwick, Grant Warwick, John McDonald, Douglas Kilburn, James Fairburn, Mike Shabaga, John McIntyre, James Middleton,  Donald Berry, John Taggart.

Trenér: Grant Warwick (hrající trenér).

### Soupiska SSSR
SSSR

Brankáři: Nikolaj Pučkov, Grigorij Mkrtyčan.

Obránci: Pavel Žiburtovič, Dmitrij Ukolov, Alfred Kučevskij, Nikolaj Sologubov, Genrich Sidorenkov, Ivan Tregubov.

Útočníci: Vsevolod Bobrov, Viktor Šuvalov, Jevgenij Babič, Jurij Krylov, Alexandr Uvarov, Valentin Kuzin, Michail Byčkov, Alexej Guryšev, Nikolaj Chlystov, Alexandr Komarov, Boris Petelin.

Trenér: Arkadij Černyšov.

### Soupiska Československa
Československo

Brankáři: Jiří Hanzl, Ján Jendek.

Obránci:  – Karel Gut, Stanislav Bacílek, Václav Bubník, Jan Lidral, Jan Kasper.

Útočníci: Vlastimil Bubník, Slavomír Bartoň, Bronislav Danda, Vlastimil Hajšman, Vladimír Zábrodský, Václav Pantůček, Miroslav Rejman, Oldřich Sedlák, Jiří Sekyra, Milan Vidlák.

Trenér: Vladimír Bouzek.

### Soupiska USA
4.  USA

Brankáři: Donald Rigazio, Henry Bothfeld.

Obránci: Wendy Anderson, Dan McKinnon, John Crocott, John Gilbert.

Útočníci: John Titus, Walter Greely, Edward Robson, Dick Dougherty, Dick Rodenheiser, Gene Campbell, Gordon Christian, Arnie Bauer, Rube Bjorkman, John Matchefts, Don Sennott, Henry Bothfeld. 

Trenér: Albert Yurkewicz.

### Soupiska Švédska
5.  Švédsko

Brankáři: Yngve Johansson, Lars Svensson.

Obránci: Lars Björn, Vilgot Larsson, Åke Lassas, Sven Thunman.

Útočníci: Hans Tvilling, Stig Tvilling, Sigurd Bröms, Stig Carlsson, Erik Johansson, Gösta Johansson, Lars–Eric Lundvall, Rolf Pettersson, Ronald Pettersson, Sven Tumba Johansson, Hans Öberg.

Trenér: Herman Carlson.

### Soupiska SRN
6.  SRN

Brankáři: Ulrich Jansen, Karl Fischer.

Obránci: Martin Beck, Bruno Guttowski, Ernst Eggerbauer, Karl Bierschel,

Útočníci: Kurt Sepp, Markus Egen, Ernst Trautwein, Hans–Georg Pescher, Ulrich Eckstein, Günther Jochems, Hans Huber, Walter Kremershof, Rudolf Pittrich, Rudolf Weide, Rainer Kossmann.

Trenér: Frank Trottier.

### Soupiska Polska
7.  Polsko

Brankáři: Edward Koczab, Ryszard Foryś.

Obránci: Kazimierz Chodakowski, Stanislaw Olczyk, Alfred Gansiniec, Henryk Bromowicz–Brommer.

Útočníci: Szymon Janiczko, Zdzislaw Nowak, Józef Kurek, Alfred Wrobel, Kazimierz Bryniarski, Bronislaw Gosztyla, Marian Jezak, Stefan Csorich, Roman Penczak, Eugeniusz Lewacki, Adolf Wrobel.

Trenéři: Witalis Ludwiczak, Kazimierz Osmanski.

### Soupiska Švýcarska
8.  Švýcarsko

Brankáři: Jean Ayer, Martin Riesen.

Obránci: Milo Golaz, Rüedi Keller, Emil Handschin, Paul Hofer, Raymond Cattin.

Útočníci: Otto Schubiger, Otto Schläpfer, Hans Ott, Francois Blank, Reto Delnon, Fritz Naef, Paul Zimmermann, Hans Morger, Heinz Dietiker, Rätus Frei.

Trenér: Hanggi Boller.

### Soupiska Finska
9.  Finsko

Brankáři: Esko Niemi, Unto Wiitala

Obránci: Panu Ignatius, Teppo Rastio, Matti Lampainen, Matti Rintakoski, Esko Tie.

Útočníci: Yrjö Hakala, Esko Rekomaa, Aarno Hiekkaranta, Erkki Hytönen, Rainer Lindström, Teuvo Takala, Seppo Liitsola, Lenni Lainesalo, Christian Rapp, Matti Sundelin.

Trenér: Aarne Honkavaara.

### Soupiska Itálie
10.  Itálie

Brankáři: Giuliano Ferraris, Vittorio Bolla.

Obránci: Carlo Montemurro, Giancarlo Bucchetti, Aldo Federici, Umberto Gerli, Mario Bedogni, Sergio Rizzardi.

Útočníci: Bernardo Tomei, Ernesto Zorzi, Ernesto Crotti, Giampiero Branduardi, Giancarlo Agazzi, Ricardo Gioia, Floriano Guarda, Gianfranco Darin, Carmine Tucci.